# Methia falli
Methia falli là một loài bọ cánh cứng trong họ Cerambycidae.